# Małgorzata Gersdorf
Małgorzata Maria Gersdorf (ur. 22 listopada 1952 w Warszawie) – polska prawniczka, profesor nauk prawnych, specjalistka w dziedzinie prawa pracy oraz kierowniczka Katedry Prawa Pracy i Polityki Społecznej UW. W latach 2014–2020 Pierwsza Prezes Sądu Najwyższego i z urzędu przewodnicząca Trybunału Stanu. W 2018 przewodnicząca Krajowej Rady Sądownictwa.

## Życiorys

### Wykształcenie i praca naukowa
W 1975 ukończyła studia prawnicze na Wydziale Prawa i Administracji Uniwersytetu Warszawskiego. Na tej samej uczelni w 1981 uzyskała stopień naukowy doktora (na podstawie rozprawy pt. Zawarcie umowy o pracę), a w 2003 doktora habilitowanego (w oparciu o dorobek naukowy i rozprawę pt. Niewypłacalność pracodawcy w prawie pracy). 4 marca 2015 otrzymała tytuł naukowy profesora nauk prawnych.
Ukończyła też aplikację sądową (1979) i zdała egzamin radcowski (1986). Od 1975 zawodowo związana z Uniwersytetem Warszawskim, na którym doszła do stanowiska profesora nadzwyczajnego. Na uczelni pełniła funkcję wicedyrektora Instytutu Nauk Prawno-Administracyjnych (1992–1993), następnie przez dwie kadencje była prodziekanem WPiA. W kadencji 2005–2008 zajmowała stanowisko prorektora UW. Od 2008 do 2009 kierowała Studium Prawa Pracy i Ubezpieczeń Społecznych Wydziału Prawa i Administracji. Została kierowniczką Katedry Prawa Pracy i Polityki Społecznej na tym wydziale.
Jest autorką i współautorką ponad 200 publikacji naukowych, w tym kilku monografii oraz wielokrotnie wznawianego komentarza do kodeksu pracy pod redakcją Zbigniewa Salwy.

### Działalność publiczna i zawodowa
W latach 1980–2005 należała do NSZZ „Solidarność”. W latach 2003–2005 była członkinią Rady Legislacyjnej. Zasiadała w radzie naukowej Spółdzielczego Instytutu Naukowego, spółki jawnej powiązanej z systemem polskich spółdzielczych kas oszczędnościowo-kredytowych.
Od 1991 zawodowo związana również z Sądem Najwyższym. Pracowała w Biurze Orzecznictwa oraz Biurze Studiów i Analiz Sądu Najwyższego. W 2005 została radczynią prawną w SN. W 2008 otrzymała z rąk Lecha Kaczyńskiego nominację na sędzię Sądu Najwyższego, zasiadając w Izbie Pracy, Ubezpieczeń Społecznych i Spraw Publicznych. W 2014, jako pierwsza kobieta, została powołana przez prezydenta Bronisława Komorowskiego na stanowisko Pierwszego Prezesa SN. 6-letnią kadencję na tej funkcji zaczęła pełnić 30 kwietnia 2014.
23 stycznia 2018 została przewodniczącą Krajowej Rady Sądownictwa, zastępując Dariusza Zawistowskiego. 6 marca 2018 zrezygnowała z tej funkcji. Stało się to w dniu, w którym posłowie Prawa i Sprawiedliwości oraz Kukiz’15 wybrali nowy skład KRS (na podstawie nowej ustawy przekazującej Sejmowi kompetencję wyboru sędziów wchodzących w skład rady).
W kwietniu 2018 weszła w życie uchwalona głosami posłów PiS nowa ustawa o Sądzie Najwyższym, przewidująca m.in. obniżenie granicy wieku stanu spoczynku sędziów SN i przeniesienie w stan spoczynku sędziów, którzy ukończyli 65 lat i nie uzyskali zgody prezydenta na dalsze orzekanie. Małgorzata Gersdorf nie przystąpiła do tej procedury i nie złożyła do lipca 2018 oświadczenia określonego w tej ustawie (uznając część jej rozwiązań za niekonstytucyjne, m.in. z uwagi na to, że dotyczyła sędziów już orzekających i pozwalała na faktyczne skrócenie konstytucyjnej kadencji Pierwszego Prezesa SN). Wcześniej w czerwcu 2018 Zgromadzenie Ogólne SN podjęło uchwałę stwierdzającą, że Małgorzata Gersdorf pozostaje Pierwszą Prezeską SN do końca jej kadencji w kwietniu 2020. Małgorzata Gersdorf wyznaczyła sędziego Józefa Iwulskiego jako osobę zastępującą ją na czas nieobecności, wskazując, iż jej status od lipca 2018 się nie zmienił. Potwierdził to w oświadczeniu Józef Iwulski, wskazując, iż nie jest on następcą Małgorzaty Gersdorf, bowiem ta pozostaje na stanowisku I Prezesa SN. 1 stycznia 2019 weszła w życie uchwalona z wniosku posłów partii Prawo i Sprawiedliwość przez Sejm 21 listopada 2018 ustawa o zmianie ustawy o Sądzie Najwyższym uznającą kadencję Małgorzaty Gersdorf jako Pierwszej Prezes Sądu Najwyższego za nieprzerwaną. Tym samym zgodnie z polską konstytucją jej kadencja na stanowisku Pierwszej Prezes Sądu Najwyższego trwała do 30 kwietnia 2020. 1 maja 2020 przeszła w stan spoczynku.
Małgorzata Gersdorf broniąc niezawisłości sądownictwa stała się także jedną z głównych postaci trwającego od 2017 kryzysu wokół Sądu Najwyższego w Polsce.

## Nagrody i odznaczenia
W 2019 Małgorzata Gersdorf została wyróżniona „Nagrodą Theodora Heussa” (przyznawaną przez Fundację im. Theodora Heussa z siedzibą w Stuttgarcie) oraz „Międzynarodową Nagrodą Demokracji Bonn” (fundowaną przez stowarzyszenie o tej nazwie tj. Internationale Demokratiepreis Bonn z siedzibą w Bonn).
29 kwietnia 2020, w przeddzień końca swej kadencji Pierwszej Prezes Sądu Najwyższego, odwiedziła Senat i została odznaczona z rąk marszałka Tomasza Grodzkiego Medalem Senatu RP.
W 2021 Małgorzatę Gersdorf, za obronę niezależności sądownictwa w Polsce, wyróżniono Medalem Gezów (nagroda przyznawana przez holenderską Fundacje Geuzenpenning z siedzibą we Vlaardingen).

## Życie prywatne
Jest córką prof. Mirosława Gersdorfa (1915–1985), specjalisty z zakresu prawa spółdzielczego i Alicji Nierychlewskiej-Gersdorf, zatrudnionej w Sądzie Wojewódzkim w Warszawie i od 1980 w Sądzie Najwyższym. Wychowywała się na Żoliborzu. Pierwszym mężem Małgorzaty Gersdorf był Tomasz Giaro, para doczekała się syna Macieja. Od 2000 roku jest zamężna z Bohdanem Zdziennickim, prawnikiem i sędzią Trybunału Konstytucyjnego w stanie spoczynku.